# Velarização
Velarização é uma forma de articulação secundária de consoantes mediante a qual a parte de trás da língua é movida em direção ao palato mole (ou véu). É representada no Alfabeto Fonético Internacional por ◌ˠ seguindo uma letra ou ◌̴  sobreposto à mesma, embora este símbolo seja ambíguo, podendo também denotar faringealização.